# Ukrainian Bulletin
«Ukrainian Bulletin» — англомовний двотижневик, спочатку орган Панамериканської Української Конфедерації (ПАУК) у Нью-Йорку, з 15 вересня 1951 Українського Конгресового Комітету Америки, виходив у Нью-Йорку з травня 1948 до лютого 1970, коли об'єднався з «Ukrainian Quarterly»; редактор В.Душник.
Вийшло 518 чисел.